# Montpezat (Gard)
Montpezat – miejscowość i gmina we Francji, w regionie Oksytania, w departamencie Gard.
Według danych na rok 1990 gminę zamieszkiwało 671 osób, a gęstość zaludnienia wynosiła 56 osób/km² (wśród 1545 gmin Langwedocji-Roussillon Montpezat plasuje się na 438. miejscu pod względem liczby ludności, natomiast pod względem powierzchni na miejscu 650.).